# Sten Sturegatan
Sten Sturegatan är en gata i stadsdelen Heden i centrala Göteborg. Gatan, som också är en allé, sträcker sig i en rak linje, cirka 750 meter från Nya Allén och till Skånegatan. Cirka 430 meter av gatans västra del går parallellt med Exercisheden.

## Historia
Sten Sturegatan i 15:e roten fick sitt namn 1879 efter riksföreståndaren Sten Sture den äldre. Namnet förekommer första gången i Göteborgs Adress- och Industrikalender år 1881, som "Från Nya Allén till Norra Burgården (delvis ej utlagd)," och först i 1883 års kalender anges den som utlagd. Göteborgs utbredning var begränsad och därför fanns det sällan behov av att namnge nya gator. Åren 1882 och 1883 skedde en fördubbling av gatunamnen, från omkring 150 till omkring 300. Tidigare hade namnen varit lokalt motiverade och naturliga, men genom det stora behovet av nya namn togs nya namnprinciper fram. Den första gatan att namnges enligt dessa principer blev Sten Sturegatan.
Gatan ligger i huvudsak på det område som i slutet av 1700-talet kallades Tegelbruksängen, senare Levgrens äng (1836) — efter Anders Georg Levgren på Stora Katrinelund — som var en del av Ranängarna. Namnet Tegelbruksängen kommer av holländaren, doktor Pieter á Naaldwyck som i början på 1620-talet anlade ett tegelbruk vid kanten av Mölndalsån. Tegelbruket såldes 1629 till Göteborgs stad, och först kring år 1850 upphörde denna verksamhet.
Längs sin väg möter Sten Sturegatan: Parkgatan, Stureplatsen, Bohusgatan, Hallandsgatan, Engelbrektsgatan och Berzeliigatan.
År 1910 anges gatan vara 811 meter lång, 14 meter bred i medel och ha en yta av 11 366 kvadratmeter. Gångbanorna var täckta med grus till 2 603 kvadratmeter och endast 141 kvadratmeter var "Tuktad sten, asfalt, beton, klinkert m.m." Körbanorna utgjordes av makadam med 6 706 kvadratmeter och 1 916 kvadratmeter utgjordes av "Tuktad sten, kullersten, smågatsten, asfalt m.m."
Den signalreglerade korsningen Bohusgatan - Sten Sturegatan byggdes av trafikverket om mellan år 2011 och 2012 till en cirkulationsplats där cykelbanan går tvärs över.

### Bebyggelse
Efter att 1866 års stadsplan fastslagits, uppfördes på 1870-talet villor eller villaliknande landshövdingehus i 22:a kvarteret Rubinen, 23:e kvarteret Safiren och 24:e kvarteret Opalen (som långt senare gav namn åt hotell Opalen i närheten) längs gatans östra del. Trähusen revs på 1960-talet för att ge plats åt en mer modern och storskalig bebyggelse. 
De fyravånings bostadshusen i sten i 21:a kvarteret Smaragden vid gatans början, uppfördes 1886-1889 efter ritningar av arkitekt Johan August Westerberg. Statens järnvägar lät bygga den östra hälften av kvarteret för sina anställda och Sveriges statsbanors pensionärsinrättning ägde husen. De fick utsmyckade gavelpartier ovanför takfoten, och rött tegel med inslag av gult tegel och puts i fasaden. En tidstypisk dekor i nyrenässans utmärker de flesta av de övriga byggnaderna, och hörnhuset i nordväst (tomten 21:2) är speciellt välbevarat. År 1892 byggdes hörnhuset i sydväst (tomten 21:8), ritat av arkitekten Karl Johansson. Det har fasader i rött tegel med band av gröna, glaserade stenar och ett markerat hörntorn. Förträdgårdarna vid hörnet mot Sten Sturegatan finns delvis bevarade. Kvarteret Smaragden är skyddat av kommunen: Värdefulla miljöer 1985, Bevaringsprogram 1987, Skydd enligt Naturresurslagen 2:a kapitlet Riksintresse.
Åren 1886-88 uppfördes Sten Sturegatan 2-8/Stureplatsen 1-3, med putsade, ljusa fasader i nyrenässans. Sten Sturegatan 10 (1892) har tidstypiska tegelfasader och ett hörntorn. Byggnadernas karaktär är bevarad, likaså förträdgårdar. Över omgivningen höjer sig hörnhusets torndel.
Sten Sturegatan 12-30/Bohusgatan 1-3 uppfördes på platsen för ett antal friliggande landshövdingehus. Kontorshuset Skandia tog över platsen 1974, och längre ner på gatan byggdes 1987 bostadsområdet "Öster om Heden."
I det sydöstra hörnet av Sten Sturegatan-Engelbrektsgatan, uppfördes 1947 ett provisoriskt hotell med envåningslängor i trä, och administrerat av Liseberg.

## Fastighetsbeteckningar
Sten Sturegatan är numrerad 1-44, med fastighetsbeteckningarna:

- (1A) Heden 16:11
- (1B) Heden 16:11
- (1C) Heden 16:11
- (1D) Heden 16:11
- (1E) Heden 16:11
- (1) Heden 44:1
- (2A) Heden 21:4
- (2B) Heden 21:4
- (3) Heden 25:19
- (4A) Heden 21:5
- (4B) Heden 21:5
- (4C) Heden 21:5
- (4) Heden 21:5
- (5) Heden 25:19
- (6A) Heden 21:6
- (6B) Heden 21:6
- (6) Heden 21:6
- (7) Heden 25:19
- (8A) Heden 21:7
- (8B) Heden 21:7
- (8) Heden 21:7
- (9) Heden 25:19
- (10) Heden 21:8
- (11) Heden 25:19
- (12B) Heden 22:10
- (12) Heden 22:10
- (13) Heden 25:9
- (14) Heden 22:10
- (16) Heden 22:12
- (17) Heden 25:9
- (18) Heden 22:12
- (19) Heden 25:10
- (20) Heden 22:12
- (21) Heden 29:3
- (22) Heden 22:12
- (23) Heden 29:4
- (24) Heden 22:12
- (25) Heden 29:5
- (26) Heden 22:12
- (28) Heden 22:12
- (34) Heden 24:13
- (36) Heden 24:13
- (38) Heden 24:14
- (40) Heden 24:14
- (42) Heden 24:14
- (44) Heden 24:14